# Parafia Najświętszego Zbawiciela w Głotowie
Parafia Najświętszego Zbawiciela w Głotowie – parafia rzymskokatolicka, znajdująca się w archidiecezji warmińskiej, w dekanacie Dobre Miasto. W parafii posługują księża archidiecezjalni. Według stanu na luty 2019 proboszczem parafii był ks. kanonik dr Marek Proszek. 